# Tendre et folle adolescence
Pour plus de détails, voir Fiche technique et Distribution.
Tendre et folle adolescence (おとうと, Otōto) est un film japonais réalisé par Kon Ichikawa et sorti en 1960.

## Synopsis
Hekiro et Gen sont frère et sœur, ils s'entendent bien malgré un foyer peu chaleureux. Le père, un écrivain qui connait un certain succès, passe ses journées enfermé dans son bureau à travailler ses manuscrits. La belle-mère, une bigote chrétienne, est atteinte d'une forme sévère de rhumatismes qui la fait souffrir du pied et de la main gauche. Gen est une jeune fille au fort tempérament et responsable, elle supplée sa belle-mère handicapée dans les tâches quotidiennes et s'occupe avec affection de son frère Hekiro. Ce dernier ne trouve pas sa place dans ce foyer et fait les 400 coups, entre bagarres au lycée, vol, dettes qu'il contracte dans une salle de billard ou chez un loueur de hors-bord. Cependant, malgré la confiance entre frère et sœur, certains problèmes surgissent. Quand Hekiro est atteint d'une tuberculose incurable, il s'attriste de voir sa sœur envisager de se marier. Le jour de sa mort, elle tâche de supporter courageusement le chagrin et la fatigue.

## Fiche technique
Sauf indication contraire, les informations mentionnées dans cette section peuvent être confirmées par la base de données cinématographiques IMDb,  présente dans la section « Liens externes ».

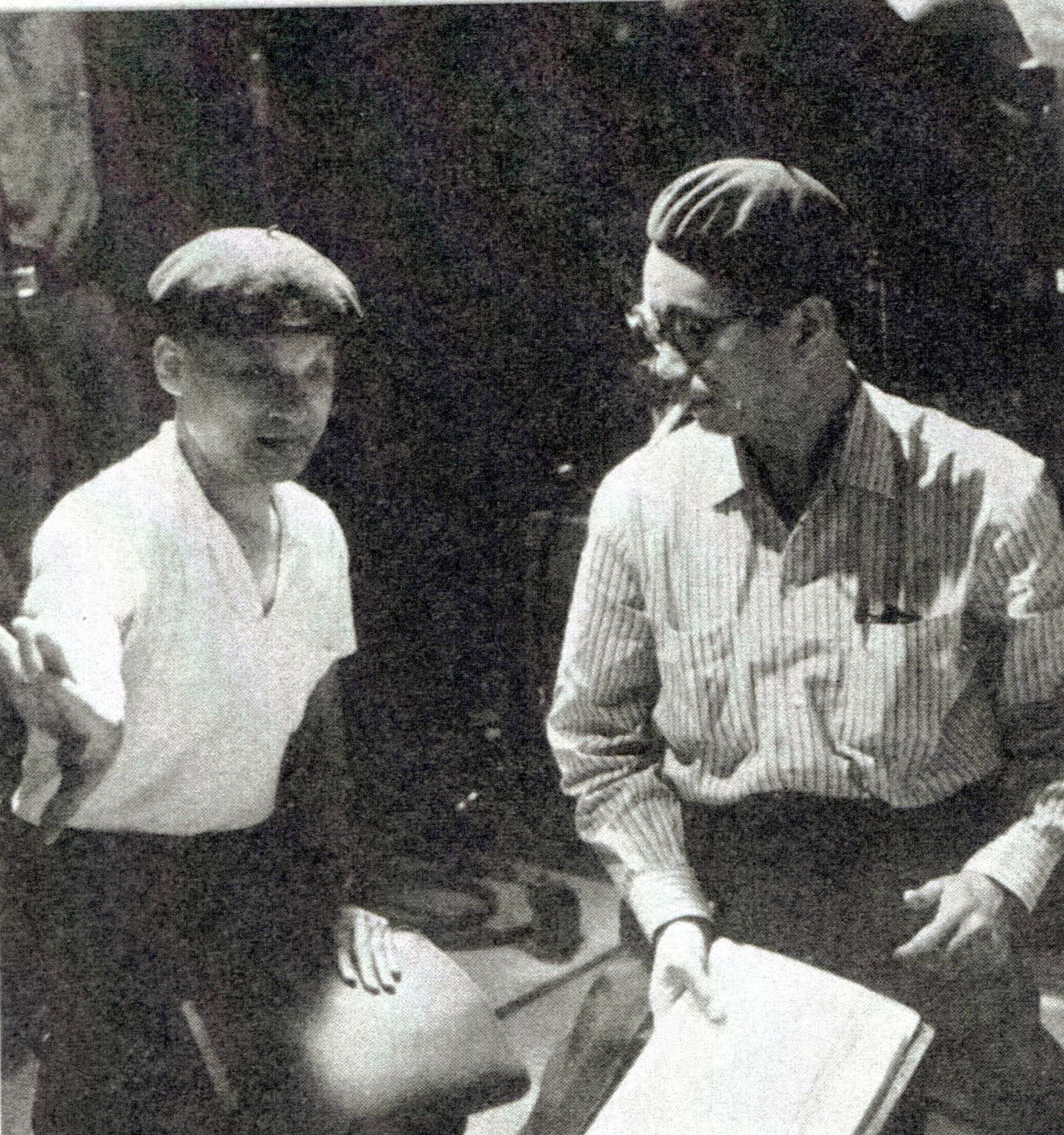
Le directeur de la photographie Kazuo Miyagawa et Kon Ichikawa en 1963

- Titre : Tendre et folle adolescence[1]
- Titre original : おとうと (Otōto?)
- Réalisation : Kon Ichikawa
- Scénario : Yōko Mizuki, d'après un roman d'Aya Kōda
- Photographie : Kazuo Miyagawa
- Montage : Tatsuji Nakashizu
- Direction artistique : Tomoo Shimogawara
- Musique : Yasushi Akutagawa
- Production : Hiroaki Fujii et Masaichi Nagata
- Société de production : Daiei
- Pays d'origine :  Japon
- Langue originale : japonais
- Format : couleur - 2,35:1 - 35 mm - Son mono (Westrex Recording System)
- Genre : drame
- Durée : 98 minutes[2] (métrage : 9 bobines - 2 673 m[2])
- Dates de sortie :
  - Japon : 1er novembre 1960[2]
  - France : 5 mai 1961 (Festival de Cannes)

## Distribution
- Keiko Kishi : Gen
- Hiroshi Kawaguchi : Hekiro, son frère
- Kinuyo Tanaka : la mère de Gen et Hekiro
- Masayuki Mori : le père de Gen et Hekiro
- Kyōko Kishida : Mme Tanuma, la confidente de la mère
- Noboru Nakaya : Rokoru Shimizu
- Jun Hamamura : le docteur
- Kyōko Enami : l'infirmière Miyata
- Noriko Hodaka : une infirmière
- Jūzō Itami : le fils d'un directeur d'usine

## Distinctions
Sauf indication contraire, les informations mentionnées dans cette section peuvent être confirmées par la base de données cinématographiques IMDb,  présente dans la section « Liens externes ».

### Récompenses
- Festival de Cannes 1961 : Mention spéciale de la Commission Supérieure Technique[3]
- Prix du film Mainichi :
  - du meilleur film et du meilleur réalisateur pour Kon Ichikawa
  - de la meilleure actrice pour Keiko Kishi
  - du meilleur acteur dans un second rôle pour Masayuki Mori
  - de la meilleure actrice dans un second rôle pour Kinuyo Tanaka
  - de la meilleure photographie pour Kazuo Miyagawa
  - de la meilleure direction artistique pour Tomoo Shimogawara
- Prix Kinema Junpō du meilleur film et du meilleur réalisateur pour Kon Ichikawa
- Prix Blue Ribbon :
  - du meilleur film et du meilleur réalisateur pour Kon Ichikawa
  - de la meilleure actrice pour Keiko Kishi
  - de la meilleure photographie pour Kazuo Miyagawa

### Sélection
- En compétition officielle au Festival de Cannes 1961[3]

## Autour du film
Kazuo Miyagawa reçoit pour Tendre et folle adolescence plusieurs prix de la meilleure photographie. Le directeur de la photographie et le laboratoire des studios Daiei mettent au point pour ce film, la technique du "traitement sans blanchiment" afin de désaturer les couleurs,.